# Gabbi Tuft
Gabbi Alon Tuft, née le 1er novembre 1978 à Laguna Beach (Californie), est une ancienne catcheuse américaine.
Elle est essentiellement connue pour son travail à la World Wrestling Entertainment, dans laquelle elle a travaillé sous le nom de Tyler Reks. Elle a également été au club-école de la WWE, la Florida Championship Wrestling, où elle a été championne par équipe avec Johnny Curtis et championne poids-lourds.
En 2021, elle annonce sa transidentité au public.

## Biographie

### Jeunesse
Tuft est fan de catch depuis son enfance et a été diplômée de l'Analy High School à Sebastopol, Californie. Elle a ensuite poursuivi ses études à Université d'État polytechnique de Californie où elle a obtenu un diplôme en génie-civil,.

### World Wrestling Entertainment (2008-2012)

#### Florida Championship Wrestling (2008-2009)
Après avoir participé à un casting organisé par les recruteurs de la World Wrestling Entertainment (WWE) au sein des locaux de l'Ultimate Pro Wrestling, Tuft a signé un contrat avec la WWE en février 2008 et a été envoyée à la Florida Championship Wrestling (FCW), le club-école de la WWE,. Elle débute sous le nom de Gabe Tuft et devient championne par équipe de la FCW avec Joe Hennig le 12 juillet 2008 après leur victoire sur Drew McIntyre et Stu Sanders. Ce règne est de courte durée, car trois jours plus tard ils perdent le titre dans un match revanche,. Elle change de nom de ring pour Tyler Reks et fait équipe avec Johnny Curtis et remporte une deuxième fois le championnat par équipe de la FCW, le 11 décembre après leur victoire sur David Hart Smith et T.J. Wilson. Ils perdent ce titre le 30 avril 2009 face à Caylen Croft et Trent Berretta aux cours des enregistrements de l'émission du 31 mai. Le 11 juin 2009, aux cours des enregistrements de l'émission du 28 juin, elle devient championne poids-lourds de Floride de la FCW à la suite de sa victoire sur Drew McIntyre. Elle perd ce titre le 13 août face à Heath Slater,.

#### ECW (2009-2010)
Elle commence à apparaître dans les émissions de la WWE, d'abord à Superstars où elle perd à deux reprises face à Zack Ryder le 2 et le 9 juillet 2009,.
Reks est ensuite envoyée à l'Extreme Championship Wrestling (ECW), une des trois émissions principales de la fédération (Superstars étant une émission secondaire où les intrigues ne sont pas développées) le 21 juillet, où elle bat Paul Burchill. Elle est alors utilisée comme un jobber et le 15 septembre, elle participe à une bataille royale pour désigner le challenger pour le titre champion de la ECW où elle est éliminée par Vladimir Kozlov ; le match est remporté par Zack Ryder. Elle retourne à Superstars où elle perd ses matchs face à Sheamus, Zack Ryder et Paul Burchill le 1er octobre, 29 octobre et 5 novembre,,. Elle fait ensuite un retour à la Florida Championship Wrestling, où elle participe à une bataille royale pour désigner le challenger pour le champion poids-lourds de Floride de la FCW au cours de l'émission diffusé le 29 novembre. En fin d'année, elle fait des matchs en lever de rideau avant le début de l'enregistrement de l'ECW ainsi que de Raw,,.
Début 2010, elle n'a aucun match télévisé et le 28 mars à WrestleMania XXVI elle participe à une bataille royale avant la diffusion de ce spectacle remporté par Yoshi Tatsu, ,.

#### SmackDown (2010-2011)
Reks passe plusieurs mois à participer aux spectacles non télévisés, à la Florida Championship Wrestling ainsi qu'aux matchs en lever de rideau de la diffusion des émissions de la WWE après WrestleMania XXVI. Elle revient le 15 octobre à WWE SmackDown où elle défie Kaval pour obtenir sa place au sein de l'équipe Smackdown à Bragging Rights, ce que Kaval vient d'obtenir après avoir tenu plus de cinq minutes face au Big Show. Kaval accepte le défi et perd ce match et sa place dans l'équipe. Huit jours plus tard à Bragging Rights, l'équipe Smackdown remporte le match par équipe à élimination où Reks a éliminé Santino Marella avant d'être sortie par Sheamus.

#### Alliance avec Curt Hawkins et départ (2011-2012)

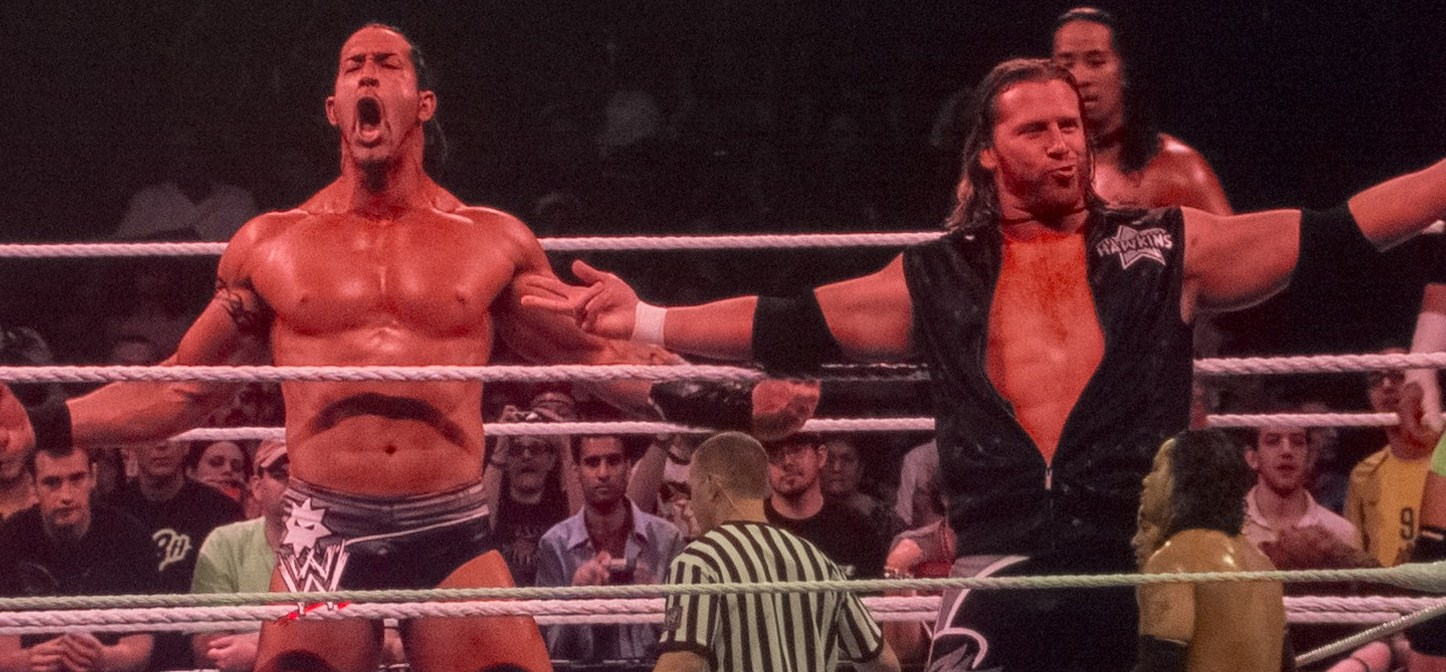
Tyler Reks (à gauche) et Curt Hawkins (à droite) en 2012.

Lors du draft supplémentaire 2011, elle est envoyée à Raw[réf. nécessaire]. 
Durant les mois suivants, elle fait équipe avec Curt Hawkins et combat divers adversaires dans les différentes divisions de la fédération.
Le 20 mai à Over the Limit (2012), elle perd une bataille royale au profit de Christian.
Le 20 août 2012, Reks annonce sa libération afin de passer du temps avec sa famille.

### Circuit indépendant (2014)
Le 31 octobre 2014, elle s'allie à son ancien partenaire par équipe Brian Myers (Curt Hawkins) au cours du show PWS Ten/Thirty-One. Ensemble, ils battent Kevin Matthews et Lance Hoyt.

### Identité de genre
En 2021, Gabbi Tuft annonce publiquement qu’elle est une femme trans.

## Palmarès

### Championnats remportés
- Florida Championship Wrestling
  - 1 fois Champion Poids-Lourds
  - 2 fois Champion par équipes avec Johnny Curtis & Joe Hennig
- World Wrestling Entertainment
  - Bragging Rights Trophy (2010)

### Récompenses des magazines
- Pro Wrestling Illustrated

| Année     | 2009   | 2010   | 2011   |
| Rang      | 156    | 180    | 163    |
| Référence | [ 32 ] | [ 33 ] | [ 34 ] |